# Плесо-Кур'я
Пле́со-Ку́р'я (рос. Плёсо-Курья) — село у складі Хабарського району Алтайського краю, Росія. Адміністративний центр Плесо-Кур'їнської сільської ради.

## Населення
Населення — 413 осіб (2010; 576 у 2002).
Національний склад (станом на 2002 рік):
- росіяни — 91 %